# عشق و جنون
عشق و جنون فیلمی به کارگردانی و نویسندگی حسن نجفی محصول سال ۱۳۹۴ است.

## داستان فیلم
مردی بعد از گذشت ۳۰ سال از یک اتفاق که تنها زاییده ذهن او و یک سوء تفاهم ساده است به تهران می‌آید تا از شخصی انتقام گرفته و او را به قتل برساند. او در این میان با دو نفر از نسل جوان آشنا می‌شود و با زندگی عاشقانه، معصوم و پاک آن‌ها مواجه شده اما کام آن‌ها را به خاطر افکار شوم خود تلخ می‌سازد و…

## بازیگران
- سعید راد
- پوریا پورسرخ
- بهاره افشاری
- الهام چرخنده
- شیوا مکینیان
- ضرغام استادی اصل